# Liste von Klöstern in München
Die Liste von Klöstern in München beschäftigt sich mit den existierenden und aufgelösten Klöstern und Stiften in München.
Die 1158 gegründete Stadt München galt auf Grund ihrer vielen Sakralbauten sowie der hohen Zahl an Geistlichen und Ordensleuten im 16. und 17. Jahrhundert als „deutsches Rom“. Mit der durch Graf von Montgelas ab 1803 durchgeführten Säkularisation fand das reiche Ordensleben in München sein vorläufiges Ende. Zahlreiche Klöster wurden aufgelöst, das Vermögen der Klöster enteignet. So verheerend im Einzelnen die Maßnahmen für die Klöster waren, so waren sie doch Grundlage für die Emanzipation der Kirche vom Staat. Sie gaben der Kirche und den Klöstern ihre innere Freiheit zurück. In den Jahren der Restauration folgte eine innerkirchliche, theologische Neubesinnung. Bereits unter König Ludwig I. wurde ab ca. 1830 durch die Errichtung neuer und die Wiederherstellung alter Klöster die Tradition des geistlichen Lebens neu belebt.

## Liste

### Bestehende katholische Klöster und Kollegien
| Name                                                         | Beschreibung | Abbildung |  |
| ------------------------------------------------------------ | --- | --------- |  |
| Benediktinerabtei St. Bonifaz                                | Die Abtei St. Bonifaz in der Karlstraße 34 (⊙) in der Maxvorstadt ist ein Benediktinerkloster im Rang einer Abtei. Das Kloster wurde 1835 vom bayerischen König Ludwig I. gegründet, der durch die Einrichtung neuer Klöster die Tradition des geistlichen Lebens neu beleben wollte. 1850 konnte das Kloster feierlich eingeweiht werden. St. Bonifaz liegt in der Stadt, was für ein Benediktinerkloster eher ungewöhnlich ist. Zur materiellen Versorgung der Mönche kaufte Ludwig I. das 1803 säkularisierte Kloster Andechs einschließlich der zugehörigen landwirtschaftlichen Flächen und schenkte es der Abtei; Andechs ist heute ein von St. Bonifaz abhängiges Priorat. |           |  |
| Kloster der Barmherzigen Schwestern vom Hl. Vinzenz von Paul | Die Barmherzigen Schwestern vom hl. Vinzenz von Paul in München bestehen seit 1832. Auf Veranlassung des Bayerischen Königs Ludwig I. kamen nach Verhandlungen zwischen der Stadt (?) und dem Mutterhaus der Barmherzigen Schwestern in Straßburg, Schwestern der Kongregation von Straßburg nach München und gründeten eine neue Gemeinschaft am Allgemeinen Krankenhaus in der Nähe des Sendlinger Tors. Dort engagierten sich die Schwestern primär in der Krankenpflege. Zwischen 1837 und 1839 entstanden in der Nußbaumstraße Gebäude für die Kongregation, wo bis Anfang 2007 das Mutterhaus der Barmherzigen Schwestern untergebracht war und die am 17. Dezember 2007 an das Klinikum der Universität übergeben wurden. Seit 5. Februar 2007 hat die Kongregation ihren Sitz im neuerrichteten Mutterhaus in Berg am Laim (⊙). Der Orden betreibt in München und Oberbayern drei Krankenhäuser: Krankenhaus Neuwittelsbach, Maria-Theresia-Klinik, Krankenhaus Vinzentinum und sechs Alten- und Pflegeheime: St. Michael, St. Katharina Labouré, Waldsanatorium bei Planegg, St. Adelheid, St. Elisabeth, St. Hildegard. 1907 erwarben die Barmherzigen Schwestern die Adelholzener Alpenquellen im Chiemgau und betreiben damit einen höchst erfolgreichen und modernen Mineralbrunnenbetrieb.                                                 |           |  |
| Jesuitenkolleg und -provinzialat                             | 1559 kamen die ersten Jesuiten nach München und begannen den Schulunterricht im Kloster der Augustiner-Eremiten. Herzog Wilhelm V. gab dem Gymnasium 1590 alle Vorrechte eines Universitätskollegs und gliederte es der Universität Ingolstadt an. Mit der Aufhebung des Ordens durch Papst Clemens XIV. 1773 wurde auch das Jesuitenkolleg in München aufgehoben. Nach der Wiederzulassung des Ordens in Deutschland 1917 gründete der damalige Provinzial der Jesuiten (und spätere Kardinal) Augustin Bea 1925 die Hochschule für Philosophie München. Bis 1970 war ihr Sitz das „Berchmanskolleg“ in Pullach bei München, dann zog sie in die Nähe der Universität. Die ehemalige Kollegskirche St. Michael in der Innenstadt wird vom Orden betreut. Am 27. April 2021 schlossen sich die Deutsche Provinz (mit Schweden), die Österreichische Provinz, die Schweizerische Provinz und die Litauisch-Lettische Provinz zur Zentraleuropäischen Provinz der Jesuiten (Europa Centralis) zusammen. Sitz des Provinzialats der Deutschen Jesuiten ist die Kaulbachstraße in München (⊙). |           |  |
| Kloster der Englischen Fräulein                              | Das Maria Immaculata geweihte Kloster wurde 1627 durch Maria Ward gegründet; es wurde 1809 im Zuge der Säkularisation aufgelöst, später aber wiederhergestellt. Die beiden Kapellen wurden exsekriert, im Klostergebäude im Paradeiserhaus waren später das Innenministerium und von 1826 bis 1944 die Polizeidirektion untergebracht. Heute sind keine Spuren dieses Gebäudes mehr vorhanden. Orden und Kirche sind heute in Pasing und Nymphenburg (⊙) angesiedelt. |           |  |
| Dominikanerkloster Sankt Kajetan                             | Das St. Kajetan und Maria Himmelfahrt geweihte Theatinerkloster wurde 1662 durch Kurfürst Ferdinand Maria von Bayern gegründet; es wurde 1801 aufgelöst. 1839 wurde ein Kollegiatstift in den Gebäuden (⊙) untergebracht. Dieses wurde später suspendiert, aber nicht aufgehoben. 1935 zogen Dominikaner in die Gebäude ein, die seit 1954 auch an der Theatinerkirche (München) wirken. |           |  |
| Kloster der Armen Schulschwestern bei St. Jakob am Anger     | Das St. Jakobus d. Ä. geweihte Kloster wurde 1221 als Franziskanerkonvent (nach der Ordenstradition durch Sighard Sendlinger) gegründet. Es wurde 1803 aufgelöst. Auf dem Areal entstand 1820/26 ein Gefängnis („Fronfeste“), in Nutzung bis 1930. Den Konventbau und Kirche am Anger (⊙) übernahm 1843 der Orden der Armen Schulschwestern von Unserer Lieben Frau. |           |  |
| Franziskanerkloster St. Anna                                 | Das St. Anna geweihte Kloster wurde 1727 durch Bewohner der Münchner Vorstadt Lehel gegründet; es wurde im Zuge der Säkularisation aufgelöst. 1807 erfolgte die vollständige Räumung des Klosters, in dem 1808 eine Kaserne eingerichtet wurde. Die Klosterkirche diente einer neu gegründeten Pfarrei als Pfarrkirche. 1827 zogen Franziskaner (OFM) in die Gebäude (⊙) ein. Dort war das Provinzialat der 1825 entstandenen Bayerischen Franziskanerprovinz, seit 2010 ist hier das Provinzialat der durch Fusion der vier deutschen Provinzen in dem Jahr entstandenen Deutschen Franziskanerprovinz. |           |  |
| Kapuzinerkloster St. Anton                                   | Das Kapuzinerkloster St. Anton (⊙) ist ein seit 1846 bestehendes Kloster des Kapuzinerordens. Gegen 1600 hatte Kurfürst Maximilian I. die Kapuziner nach München geholt. Ihr Kloster stand außerhalb der damaligen Stadtmauer an der Stelle des heutigen Lenbachplatzes. 1802 wurde das Kloster im Zuge der Säkularisation aufgelöst (siehe unten). Da zu dieser Zeit auch die Festungsanlage geschleift wurde, um einen weitläufigen Platz zu schaffen, wurden die Klostergebäude abgebrochen. 1845 holte König Ludwig I. den Kapuzinerorden nach 24-jähriger Unterbrechung durch die Säkularisation nach München zurück. Er wies ihnen ein Gelände südlich des Alten südlichen Friedhofs neben der 1702 als Rundbau errichteten Schmerzhaften Kapelle zum Bau ihres Klosters zu. 1846 bis 1856 wurde das Kloster in Form einer vierflügeligen Anlage errichtet. Es entstand , zuerst ein Hospiz, welches im Laufe der Jahre erweitert wurde und dann durch den Bau der Basilika St. Anton von 1893 bis 1895 seine heutige Größe erlangte. Von 2006 bis 2008 wurden die Klostergebäude umgebaut, seit April 2008 bildet dort das Institut zur Förderung publizistischen Nachwuchses e. V. (ifp) junge Journalisten aus. Die Kapuziner selbst haben für ihre neue Niederlassung das unmittelbar an die Kapelle angrenzende ehemalige Pfarrhaus umgebaut. |           |  |
| Kommunität Venio                                             | 1926 wurde die Kommunität als eine an der Regel des heiligen Benedikt orientierte klösterliche Lebensform junger Frauen durch M. Agnes Johannes (* 1900, † 1993) gegründet. 1952 wurde ein Haus (⊙) in Nymphenburg errichtet. 1992 erfolgte die offizielle Errichtung als Ordensinstitut und die Aufnahme in die „Confoederatio Benedictina“. |           |  |
| Herz-Jesu-Kloster der Schwestern vom Göttlichen Erlöser      | Das Herz-Jesu-Kloster liegt im Gärtnerplatzviertel in der Buttermelcherstraße 10 (⊙). Es ist ein Kloster der Schwestern vom Göttlichen Erlöser (Niederbronner Schwestern). |           |  |

### Bestehende Klöster anderer Glaubensgemeinschaften
| Name                                     | Beschreibung | Abbildung |
| ---------------------------------------- | --- | --------- |
|                                          | Im Münchner Stadtteil Untergiesing haben die Hochkirchliche Vereinigung Augsburgischen Bekenntnisses und die Hochkirchliche St.-Johannes-Bruderschaft ihren Sitz. |           |
| Kloster des Heiligen Hiob von Potschajew | Im Münchener Stadtteil Obermenzing gibt es das russisch-orthodoxe Kloster des Heiligen Hiob von Potschajew (⊙). Das orthodoxe Mönchskloster besteht seit Kriegsende 1945. Ursprünglich war dieses Kloster von aus Russland geflüchteten Mönchen 1926 in der Ostslowakei gegründet worden, die nun wieder vor der Roten Armee geflüchtet waren. Heute residiert hier auch Metropolit Mark, der die Russische Orthodoxe Diözese des orthodoxen Bischofs von Berlin und Deutschland leitet. |           |

### Aufgelöste Klöster
| Name                            | Beschreibung | Abbildung |  |
| ------------------------------- | --- | --------- |  |
| Augustinerchorfrauenstift       | Das der Heiligen Dreifaltigkeit und St. Klemens geweihte Kloster wurde 1730 durch Karl Albrecht, Kurfürst von Bayern gegründet. Anfang 1817 wurden die letzten Chorfrauen des Stifts in Nymphenburg zu den Servitinnen versetzt. 1835 erhielten die Englischen Fräulein die Gebäude. |           |  |
| Augustinerkloster               | Das St. Johannes Baptist, Johannes Evangelist geweihte Augustinereremiten-Kloster wurde 1294 gegründet; es wurde im Zuge der Säkularisierung aufgelöst. Im Klostergebäude wurden Büros des Justizministeriums untergebracht, die Klosterkirche diente als Mauthalle. Der übrige Besitz wurde versteigert. Heute ist unter anderem das Deutsche Jagdmuseum in der ehemaligen Klosterkirche untergebracht. |           |  |
| Damenstift St. Anna             | Das St. Anna geweihte Kloster wurde 1671 durch Adelheid Henriette von Savoyen, Frau des Kurfürsten Ferdinand Maria von Bayern, gegründet; es wurde 1803 mit dem gleichnamigen Würzburger Damenstift vereinigt. In den Münchner Stiftsgebäuden wurden Wohnungen untergebracht. Die 1944 schwer beschädigten Gebäude wurden nach dem Krieg wieder aufgebaut. |           |  |
| Elisabethinerinnenkloster       | Das den Heiligen Fünf Wunden geweihte Kloster wurde 1754 durch Maria Amalia von Habsburg, Witwe des Kurfürsten Karl Albrecht von Bayern gegründet; es wurde 1809 aufgelöst. Die Klostergebäude wurden abgerissen und an ihrer Stelle 1907/10 die Poliklinik erbaut. Die Kirche wurde ab 1823 vom Spital zum Hlg. Geist und nach dessen Verlegung Anfang des 20. Jahrhunderts von der Augen- und der Poliklinik als Krankenhauskirche genutzt. |           |  |
| Kapuzinerkloster                | Das St. Anton geweihte Kapuziner-Kloster wurde 1600 gegründet; es wurde 1802 aufgelöst. Klostergebäude und Kirche, am heutigen Lenbachplatz gelegen, wurden abgebrochen. 1845 holte König Ludwig I. den Kapuzinerorden wieder nach München zurück und wies ihnen ein Gelände südlich des Alten südlichen Friedhofs neben der 1702 als Rundbau errichteten Schmerzhaften Kapelle zum Bau ihres Klosters zu. 1846 bis 1856 wurde dort das Kloster in Form einer vierflügeligen Anlage errichtet (siehe Kapuzinerkloster St. Anton oben). |           |  |
| Karmelitenkloster               | Das Unbeschuhte-Karmeliten-Kloster wurde 1629 durch Kurfürst Maximilian I. von Bayern gegründet; es wurde 1802 aufgelöst. Die Patres wurden zum Absterben ins Kloster Straubing versetzt. In den Räumen des Klosters wurden ein Gymnasium und Lyzeum untergebracht. Die Kirche wurde „entklöstert“, die Klostergruft geleert. Im Zweiten Weltkrieg wurden die Klostergebäude stark zerstört. Heute dient die ehemalige Karmelitenkirche als Ausstellungs- und Veranstaltungsraum, im ehemaligen Chor der Kirche und in der Klostergruft sind heute das Archiv des Erzbistums München und Freising sowie ein Teil der Diözesanbibliothek untergebracht. |           |  |
| Karmelitinnenkloster            | Das der Heiligen Dreifaltigkeit geweihte Kloster der Unbeschuhten Karmelitinnen wurde 1711 durch Kaiserin Eleonora, Witwe Kaiser Leopolds I. gegründet; es wurde 1802 aufgelöst. In die Klostergebäude zog nach 1802 das Kurfürstliche Pfand- und Leihhaus ein. Der Großteil der Gebäude in der heutigen Rochusstraße wurde 1877 abgerissen. Teile werden heute vom Erzbischöflichen Ordinariat genutzt. Im Innenhof Reste der Spätbarocken Parkarchitektur. Siehe auch: Dreifaltigkeitskirche (München) |           |  |
| Kloster auf dem Lilienberg (Au) | Das 1693 vom Münchner Bürgermeister Johann Maximilian von Alberti und seiner zweiten Frau Ursula von Jonnern gegründete Benediktinerinnen-Kloster wurde 1802 im Zuge der Säkularisierung aufgelöst. |           |  |
| Kloster Heilig Geist            | Das ursprünglich St. Katharina, später dem Heiligen Geist geweihte Kloster der Chorherren vom Hl. Geist wurde 1251 durch Otto II. den Erlauchten, Herzog von Bayern gegründet. Zwischen 1330 und 1332 verschwindet der Orden. Von den mittelalterlichen Gebäuden ist heute nichts mehr erhalten. |           |  |
| Kloster Sankt Antonius          | Das St. Franziskus, ab 1392 St. Antonius von Padua geweihte Franziskanerkloster wurde 1284 durch Ludwig II. den Strengen, Herzog von Bayern, und das Münchner Adelsgeschlecht der Sendlinger gegründet; von 1330 bis 1347 wirkten hier die bedeutenden mittelalterliche Spätscholastiker Wilhelm von Ockham, der Generalobere des Ordens, Michael von Cesena, und Bonagratia von Bergamo; sie mussten vor Papst Johannes XXII. aus Avignon fliehen und konnten unter dem Schutz König Ludwigs für einige Jahre im Franziskanerkloster München wohnen. Auf Drängen von Kurfürst Maximilian I. wurde ab 1620 in den in Bayern gelegenen Konventen eine Ordensreform hin zu einer strengen Observanz mit strikterer Einhaltung des Armutsgelübdes („Franziskaner-Reformaten“) vollzogen. Als erstem wurde dem Konvent in München von P. Antonius a Galbiato, einem italienischen Reformaten aus der Mailänder Franziskanerprovinz, im Auftrag des Papstes die Observanz aufgezwungen; die Oberen wurden abgesetzt, und die Brüder, die nicht notariell auf alle Einkünfte aus Stiftungen verzichten wollten, mussten das Kloster verlassen. Das Kloster wurde im März 1625 Sitz des Provinzials der neugegründeten Bayerischen Franziskanerprovinz vom heiligen Antonius (Bavaria), die bis dahin eine Kustodie der Straßburger Ordensprovinz Provincia Argentina, auch „Oberdeutsche Provinz“ genannt, gewesen war. Das Patrozinium des Münchner Klosters wurde für die neue Provinz übernommen. 1802 wurde das Kloster aufgelöst. Auf dem ehemaligen Klostergrund am Max-Joseph-Platz stehen heute das Bayerische Nationaltheater und das Residenztheater. |           |  |
| Kloster Sankt Elisabeth         | Das St. Elisabeth geweihte Servitinnen-Kloster im Herzogspital wurde 1715 durch Therese Kunigunde von Polen, Frau des Kurfürsten Maximilian II. Emanuel von Bayern gegründet; es wurde 1803 aufgelöst. Das Spital, das unter Leitung des Klosters stand, wurde bereits 1800 aufgehoben. 1803 erfolgte die Aufhebung des Klosters, die Nonnen lebten aber zunächst weiter zusammen. Kirche und Kloster wurden 1945 völlig zerstört, später aber wieder aufgebaut. |           |  |
| Kloster Sankt Maximilian        | Das St. Maximilian geweihte Kloster der Barmherzigen Brüder nahe dem Sendlinger Tor wurde 1750 durch Kurfürst Maximilian III. Joseph von Bayern und Graf Max Emanuel von Perusa gegründet; es wurde 1809 aufgelöst. Das Kloster wurde zusammen mit dem Elisabetherinnenkloster in ein „Allgemeines Krankenhaus“ umgewandelt. Später wurden Klostergebäude und Kirche abgebrochen. |           |  |
| Kloster Sankt Philipp Neri      | Das St. Philipp Neri geweihte Kloster der Oratorianer (Philippiner) wurde 1707 durch Pfarrer J.G. Seidenbach gegründet. Um 1775 starb das Oratorianerkloster aus. Das Haus wurde von Servitinnen angekauft. |           |  |
| Kloster Unserer Lieben Frau     | Das Unserer Lieben Frau geweihte Kollegiatstift wurde 1493 durch Albrecht IV. den Weisen, Herzog von Bayern gegründet; es wurde 1803 im Zuge der Säkularisierung aufgelöst. Der Silberschatz des Stifts wurde bereits 1800 konfisziert. 1817 wurde die Frauenkirche Metropolitankirche. |           |  |
| Pütrich Regelhaus               | Das St. Christophorus geweihte Kloster der Terziarinnen der Franziskaner-Reformaten wurde 1284 durch das Patriziergeschlecht der Pütrich als „Pütrich Regelhaus“ gegründet; es wurde 1802 aufgelöst. Die Nonnen kamen ins Kloster Reutberg. In den Gebäuden wurde zunächst eine protestantische Mädchenschule untergebracht. 1807 bis 1819 nutzte das Oberste Forstamt die Räume. In der Folgezeit wurden die Gebäude abgebrochen oder an Privatleute verkauft. |           |  |
| Paulanerkloster                 | Das dem heiligen Karl Borromäus geweihte Kloster wurde 1623 durch Herzog Wilhelm V. von Bayern (Herzog 1579–1598, gestorben 1626) gegründet und beherbergte 1623/24 Basilianer, ab 1627/29 Paulaner; es wurde 1799 aufgelöst. Das Kloster diente zunächst als Militärhospital, später als Gefängnis (Justizvollzugsanstalt Neudeck). Die Klosterkirche wurde profaniert und 1902 abgebrochen. Ein Teil der ehemaligen Klostergebäude ist erhalten. In ihnen ist heute das Landratsamt München untergebracht. Im Zuge der Gegenreformation und durch Fortsetzung der Politik Albrechts V. durch seinen Sohn Wilhelm V., auch der Fromme genannt, kam es unter letzterem zu zahlreichen Klosterneugründungen. Die ersten zehn Paulanermönche zogen im Herbst 1627 in das ehemalige Basilianerkloster in Neudeck ob der Au ein. Die 1624 berufenen Basilianer mussten noch im gleichen Jahr aufgrund ihres allzu weltlichen Lebenswandels München wieder verlassen. Die Ermahnung des Herzogs, „mehr Fleisch als Geist“ zu sein, bewirkte bei den Mönchen unter Führung des Pater Hilarion nichts. Erst nach sehr sorgsamer Prüfung und auf außerordentliche Fürsprache Kaiser Ferdinands II. berief Kurfürst Maximilian I., der Sohn Wilhelms V., die Brüder vom Orden des hl. Franz von Paola zur Betreuung der Neudecker Pfarrei St. Karl Borromäus. Sie waren den strengsten Ordensregeln unterworfen und durften sich nur von Brot, Fisch, Gemüse und Wasser, gelegentlich auch von Wein und Bier, nicht aber von Fleisch und „allem, was vom Fleische kommt“, also Eiern, Milch, Butter usw. ernähren. Der kurfürstliche Hof stattete die Pfarrei und das Kloster zu Anfang mit einer jährlichen Dotation von 1500 Gulden aus. Im Februar 1629 erfolgte erst die formelle Übergabe des Klosters an die Paulaner, und die sehr ausführliche Stiftungsurkunde vom 24. Februar 1629 wurde von Maximilian I. eigenhändig unterzeichnet. Da der Wein teuer war, ging man zum Bier über. Eine Braukonzession brauchten die Mönche nicht, da Klöster ebenso wie jedermann ihren Privatbedarf an Bier, also „zur eigenen Hausnothdurft“ sieden durften. Bei der Bierherstellung für den Hausgebrauch als Unterstützung der kärglichen Ernährung und dem Brauen eines stärkeren Bieres zur Fastenzeit (hier war die sowieso spartanische Ernährung zusätzlich noch eingeschränkt): Liquidum non frangit jejunum; Flüssiges bricht keine Fasten. Ein kurfürstliches Mandat vom 31. März 1751 erlaubte ausdrücklich einen öffentlichen Bierausschank am Festtag des Ordensgründers des hl. Franz von Paula, am 2. April. Ab 1773 schuf Frater Valentin Stephan Still den Salvator, und das süffige Bier, in günstiger Menge und Preis „schwarz geschenkt“, bringt die Mönche gegen die ansässigen Bierbrauer auf. Die Beschwerden und obrigkeitlichen Verbote wurden vom Kloster jedoch kontinuierlich unterlaufen. Erst 1780 wurde durch Verfügung des Kurfürsten Karl Theodor (vom 26. Februar 1780) der uneingeschränkte Bierausschank gestattet. Kurfürst Ferdinand Maria hatte, auf Fürsprache der den Paulanern besonders gewogenen Kurfürstin Henriette Adelaide, dem Orden das Areal neben dem Neudecker Schlossgarten mit Schenkungsbrief vom 15. April 1668 überlassen. Das dort errichtete Bräuhaus brannte 1714 ab und wurde beim Wiederaufbau nochmals vergrößert. Die vom Kurfürsten Karl Theodor erhobene Kriegssteuer für ein 30000 Mann starkes Heer zur Abwehr der Franzosen konnte von den Klosterbrüdern nicht aufgebracht werden, und sie baten (freilich erst nach dem Fest des hl. Franz von Paula) um Auflösung ihres Klosters (am 23. Juli 1799 vom Kurfürsten dekretiert). Der Weggang der Paulaner tat der Kontinuität der Brauerei jedoch keinen Abbruch. Das Klostergebäude wurde zwar zum französischen Feldspital und ein Jahr darauf zum königlichen Strafarbeitslager umfunktioniert, das Bräuhaus jedoch blieb von einer Zweckentfremdung verschont, auch blieb der Braumeistermönch Sebastian zur Aufrechterhaltung des Sudbetriebes da. Es folgte eine kommissarische Verwaltung der Klosterbräuhauses durch den kurfürstlichen Hofrat Graf Arco von Valley, danach unter der Regie des Johanniter (Malteser-)Ordens. 1806 pachtete Franz Xaver Zacherl die Brauerei zunächst und übernahm sie zum Kaufpreis von 21.000 Gulden 1813 als Eigentümer. 1802 hatte das Paulaner-Brauhaus die „ordentliche und reale Bräugerechtigkeit“ (die Braulizenz) erhalten, welche für die jetzt bürgerliche Brauerei erforderlich wurde. Der Name des Starkbieres „SALVATOR“ taucht (nach Ermittlung des Kaiserlichen Patentamts) erstmals 1808 auf. |           |  |
| Paulanerinnenkloster            | Das Paulanerinnen-Kloster wurde 1802 im Zuge der Säkularisierung aufgelöst. |           |  |
| Ridlerkloster                   | Das Johannes dem Täufer und Johannes Evangelist geweihte Kloster der Terziarinnen der Franziskaner-Reformaten wurde 1295 durch das Patriziergeschlecht der Ridler gegründet; es wurde 1783 aufgelöst, das Vermögen des Klosters für den Malteserorden und die Universität Ingolstadt bestimmt. Die Schwestern wurden bei den Elisabetherinnen untergebracht und dort säkularisiert. |           |  |